# NNMT
NNMT (англ. Nicotinamide N-methyltransferase) – білок, який кодується однойменним геном, розташованим у людей на короткому плечі 11-ї хромосоми. Довжина поліпептидного ланцюга білка становить 264 амінокислот, а молекулярна маса — 29 574.
| 10         |  | 20         |  | 30         |  | 40         |  | 50         |
| ---------- |  | ---------- |  | ---------- |  | ---------- |  | ---------- |
| MESGFTSKDT |  | YLSHFNPRDY |  | LEKYYKFGSR |  | HSAESQILKH |  | LLKNLFKIFC |
| LDGVKGDLLI |  | DIGSGPTIYQ |  | LLSACESFKE |  | IVVTDYSDQN |  | LQELEKWLKK |
| EPEAFDWSPV |  | VTYVCDLEGN |  | RVKGPEKEEK |  | LRQAVKQVLK |  | CDVTQSQPLG |
| AVPLPPADCV |  | LSTLCLDAAC |  | PDLPTYCRAL |  | RNLGSLLKPG |  | GFLVIMDALK |
| SSYYMIGEQK |  | FSSLPLGREA |  | VEAAVKEAGY |  | TIEWFEVISQ |  | SYSSTMANNE |
| GLFSLVARKL |  | SRPL       |  |            |  |            |  |            |

A: Аланін

C: Цистеїн

D: Аспарагінова кислота

E: Глутамінова кислота

F: Фенілаланін

G: Гліцин

H: Гістидин

I: Ізолейцин

K: Лізин

L: Лейцин

M: Метіонін

N: Аспарагін

P: Пролін

Q: Глутамін

R: Аргінін

S: Серин

T: Треонін

V: Валін

W: Триптофан

Кодований геном білок за функціями належить до трансфераз, метилтрансфераз. 
Задіяний у такому біологічному процесі, як ацетилювання. 
Білок має сайт для зв'язування з S-аденозил-L-метіоніном. 
Локалізований у цитоплазмі.